# الإقليم الشمالي الشرقي
الإقليم الشمالي الشرقي (بالإنجليزية: Northeastern Region)‏ هو أقليم في آيسلندا، يتبع آيسلندا، عاصمته أكوريري.

## أعلام
- يون ماغنسون